# Антонівська сільська рада (Ямпільський район)
Анто́нівська сільська́ ра́да — орган місцевого самоврядування в Ямпільському районі Сумської області. Адміністративний центр — село Антонівка.

## Загальні відомості
- Населення ради: 365 осіб (станом на 2001 рік)

## Населені пункти
Сільській раді були підпорядковані населені пункти:
- с. Антонівка
- с. Лісне

## Склад ради
Рада складалася з 12 депутатів та голови.
- Голова ради: Пятниця Володимир Михайлович
- Секретар ради: Рябік Олена Миколаївна

### Керівний склад попередніх скликань
| Прізвище, ім'я, по батькові   | Основні відомості                                                 | Дата обрання | Дата звільнення |
| ----------------------------- | ----------------------------------------------------------------- | ------------ | --------------- |
| П'ятниця Володимир Михайлович | Сільський голова, 1969 року народження, безпартійний              | 26.03.2006   | 31.10.2010      |
| Пятниця Володимир Михайлович  | Сільський голова, 1969 року народження, освіта вища, безпартійний | 31.10.2010   |                 |

Примітка: таблиця складена за даними сайту Верховної Ради України